# Pliciloricus leocaudatus
Pliciloricus leocaudatus is een soort in de taxonomische indeling van de corsetdiertjes. 
De diersoort behoort tot het geslacht Pliciloricus en behoort tot de familie Pliciloricidae. De wetenschappelijke naam van de soort werd voor het eerst geldig gepubliceerd in 2005 door Heiner & Kristensen.